# Abbaye de la Paix Notre-Dame de Liège
Ne doit pas être confondu avec Abbaye de la Paix Notre-Dame de Namur.
Pour les articles homonymes, voir Abbaye Notre-Dame et Notre-Dame.
L'abbaye de la Paix Notre-Dame de Liège est un établissement monastique fondé à Liège en 1627. Elle est située au no 52-54 du boulevard d'Avroy.
L'abbaye bénédictine fut construite entre 1686 et 1690 d'après les plans d'une moniale originaire de Mons, Antoinette Desmoulins. Les religieuses fondatrices de la congrégation bénédictine de Paix Notre-Dame étaient en provenance de Namur.
L'établissement s'est maintenu au-delà d'une interruption de 45 années consécutive à la Révolution française.

## Historique
La construction de l'église de l'abbaye débute en 1677 et s'achève en 1690 d'après les plans d'Aldegonde Desmoulins, moniale bénédictine originaire de Mons,.

Selon Julie Piront :
"Les bâtiments monastiques des bénédictines sont édifiés progressivement au cours du XVIIe siècle. Une muraille de pierre est érigée en 1642, puis un cloître achevé en 1645. Il faut attendre les dernières décennies du siècle pour que la modeste chapelle soit remplacée par une église digne de ce nom, bâtie de 1680 à 1690"
Les bâtiments claustraux, conçus également par Aldegonde Desmoulins, ont été élevés après son décès inopiné survenu en 1692.

## Considérations artistiques

### Extérieur de l'église
Construite en calcaire de Meuse, l'église est décorée d'une façade baroque.
Le premier niveau est composé de plusieurs pilastres ioniques encadrant un portail central et deux fenêtres latérales. Le tout supporte un entablement, suivi d'un second niveau orné d'un oculus et d'une Vierge à l'enfant au centre, encadré de pilastres corinthiens. Enfin, deux ailerons latéraux s'élève jusqu'à un fronton surmonté d'une croix. Il s'agit d'une version modifiée de la célèbre façade du Gésu à Rome. 
La façade latérale côté monastère est semblable à la façade principale à l'étage inférieur. Une baie surmontée d'un fronton courbe le surmonte.

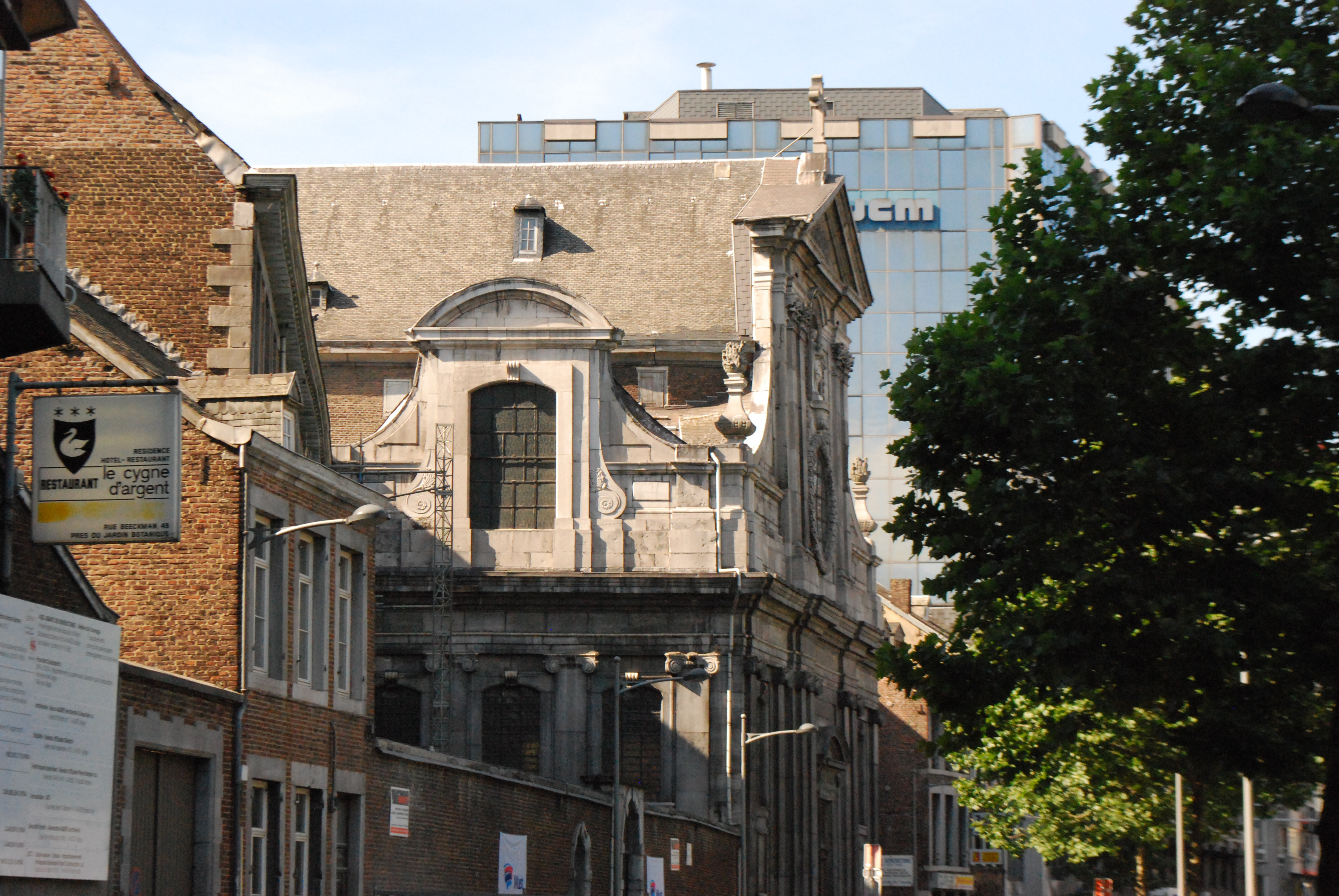
Facade latérale
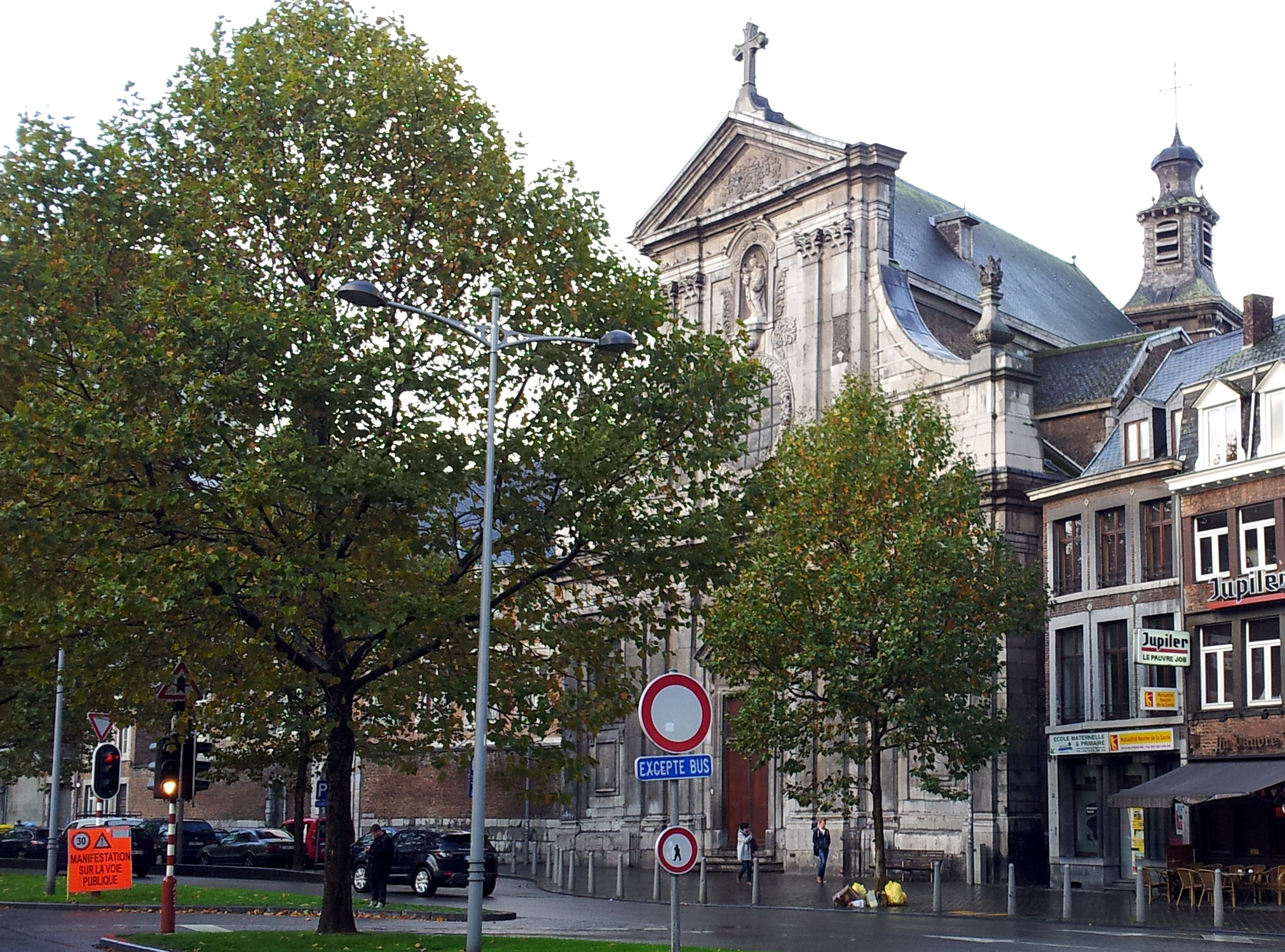
Façade côté boulevard d'Avroy
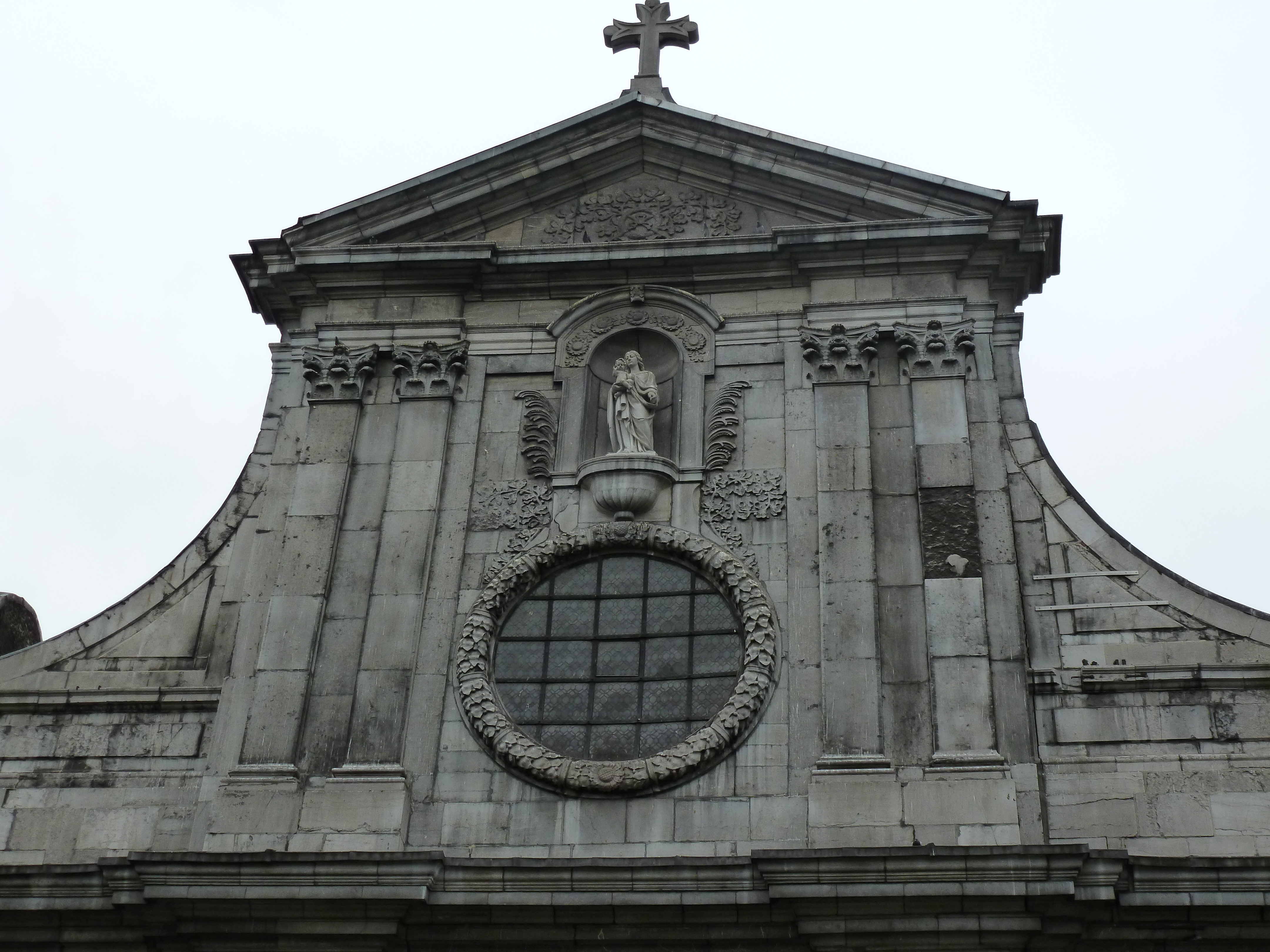
Sommet triangulaire de la façade
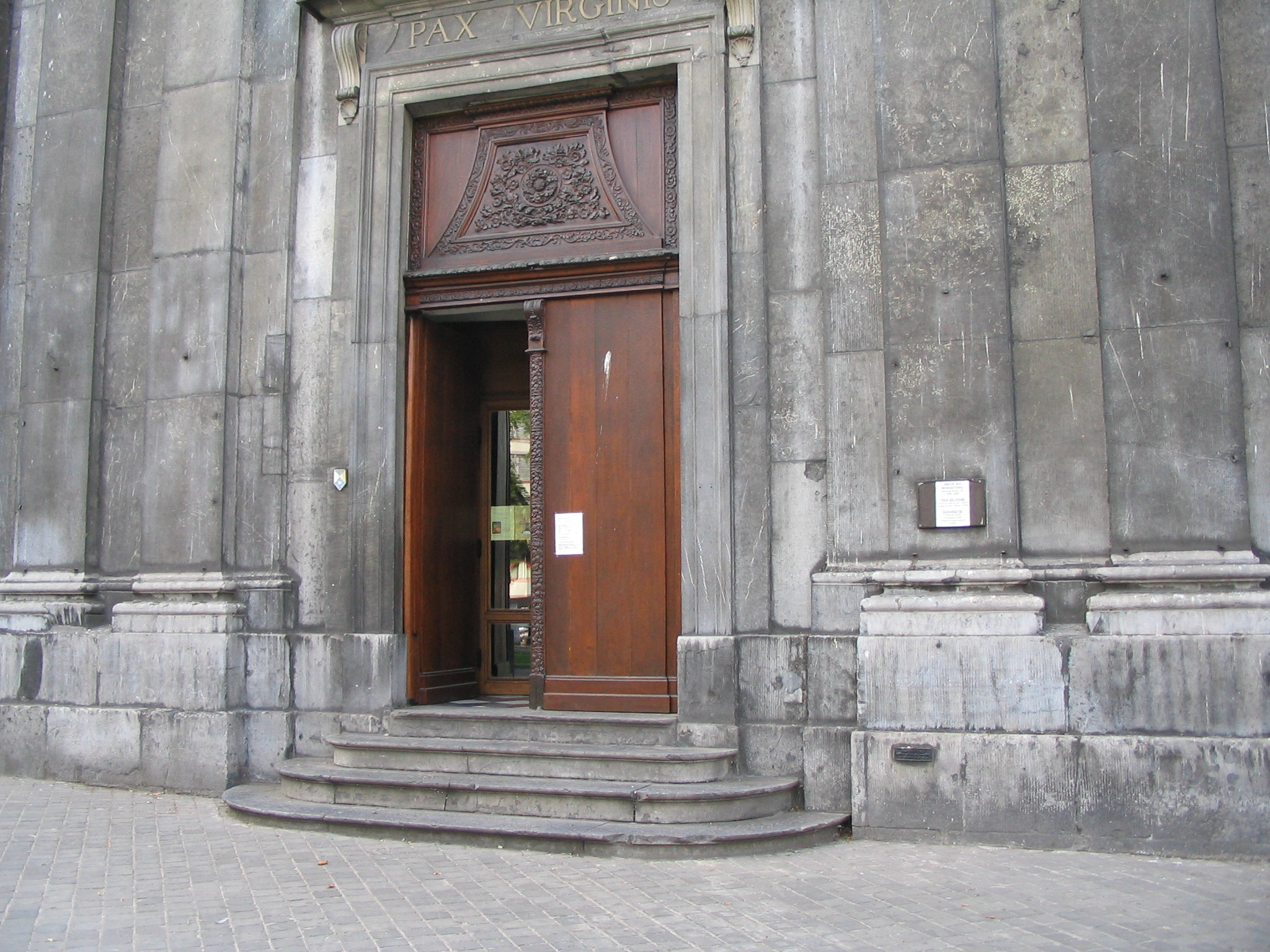
Porche d'entrée côté boulevard d'Avroy

### Plan intérieur
Le plan intérieur est insolite. En effet, l'église est divisée en deux parties : l'une pour la communauté, l'autre accessible au public. Cette dernière s'organise autour d'une nef centrale, encadrée de deux chapelles, terminée par un chœur à chevet plat. L'ensemble est couvert de voûtes en ogives et reçoit la lumière par de hautes baies rectangulaires cintrées surmontées d'oculi. 
Tout le génie d'Aldegonde Desmoulin repose dans l'idée d'avoir placé le chœur des religieuses derrière la chapelle est. C'est à dire perpendiculairement au chevet. De cette manière, les religieuses sont capables de voir les célébrations religieuses sans être vu par les fidèles, ce qui est en adéquation avec les recommandations du Concile de Trente.

### Connaissance du milieu artistique local
Les religieuses ont fait appel à de nombreux artistes pour la décorations de leur abbatiale. Les quatres principaux sont Arnold du Hontoire, Cornelis Van der Veken, Godfried de Maes et Englebert Fisen. Ce mécénat est à souligner. 
En effet, cette connaissance du milieu artistique pour un ordre nouveau et considéré comme cloitré peut s'expliquer par la proximité des artistes avec le milieu ecclésiastique. Arnold du Hontoire a, par exemple, travaillé pour le prince-évêque et le chapitre cathédral de la ville. Il a aussi réalisé une sculpture de saint André pour la collégiale Saint-Jacques-Le-Mineur de Liège. 
Englebert Fisen est un artiste reconnu et réputé à cette époque. Il est aussi proche des cercles religieux. Le prince-évêque de Liège est un de ces mécènes. Sa seconde fille est religieuse de l’ordre de Sainte-Claire, et il est membre administratif de l’Hospice du Petit Saint-Jacques. C’est-à-dire l’hospice du collège bénédictin Saint-Jacques Le-Mineur de Liège.

L'abbaye Saint-Jacque-le-Mineur de Liège se situe à seulement quelques mètres du monastère de la Paix Notre-Dame et les sœurs ont été plusieurs fois en contact avec certains de ses membres. Le registre des vêtures stipule que : 
« Marie Madeleine de Halet ; a reçu l’habit de l’ordre le 7°. Juillet 1652 par les mains de Monseigneur le Supérieur de St Jacques », qu’« elle a reçu le St habit de l’ordre par les mains de Monseigneur Le Jubilaire Dom Tirÿ Sanÿ Religieux de St Jacques » ou que « Monsieur le Révérend Abbé de St Jacques, assisté de ses religieux a fait la cérémonie de sa vêture ».
À travers leurs liens avec cette abbaye, les religieuses ont pu découvrir le travail de Fisen et du Hontoire. 

### Décor intérieur
Les chapelles latérales sont décorées de deux autels : l'un dédié à sainte Scholastique, l'autre dédié à saint Benoit. Ils accueillent des peintures représentant la mort des deux saints ont été peinte par Englebert Fisen.

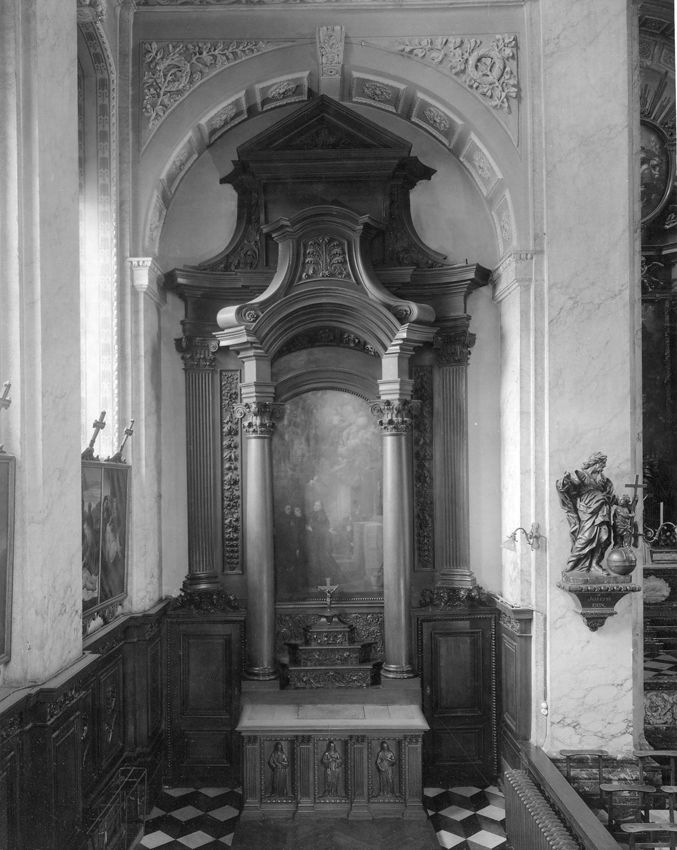
Anonyme, Autel nord, 1691-1700, chêne, Liège, Abbaye de la Paix Notre-Dame
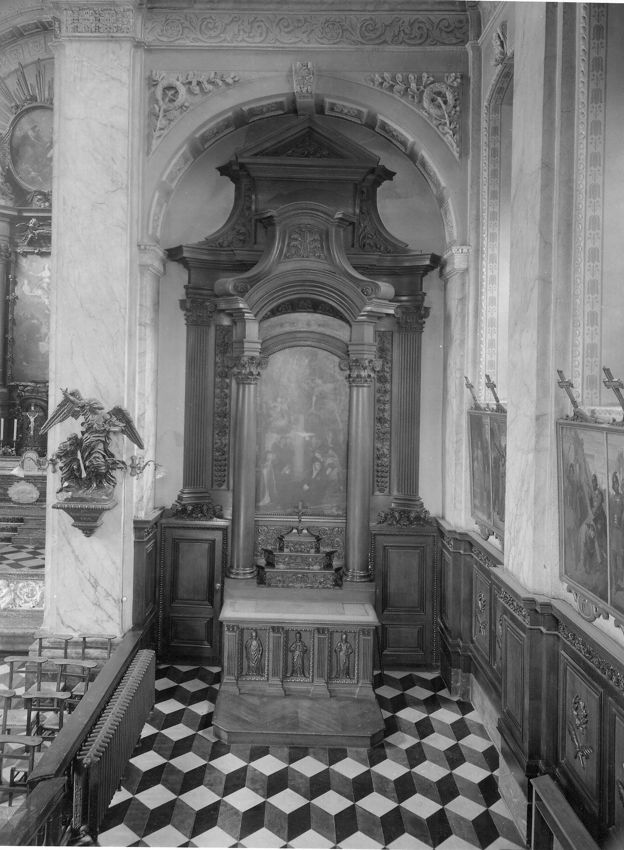
Anonyme, Autel sud, 1691-1700, chêne, Liège, Abbaye de la Paix Notre-Dame
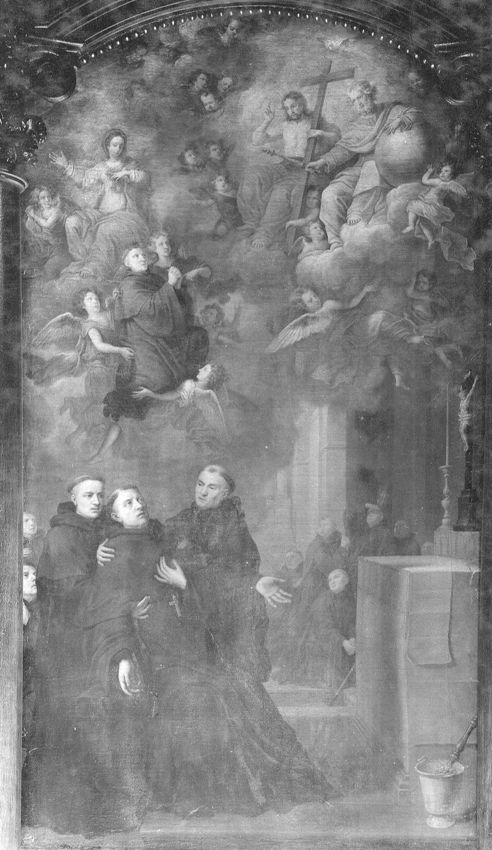
Englebert Fisen, La mort de saint Benoit de Nursie, 1706, huile sur toile, 250cm*137cm, Liège, Abbaye de la Paix Notre-Dame
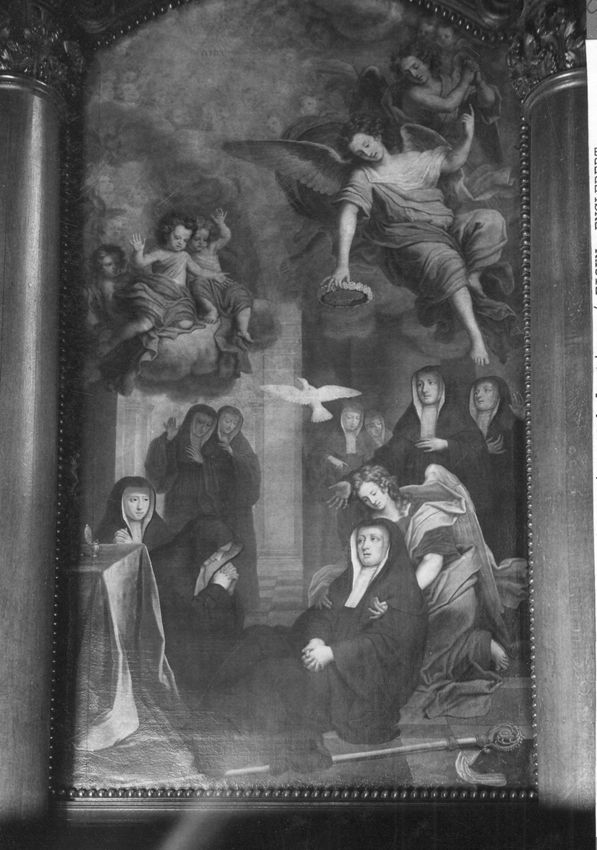
Englebert Fisen, La mort de sainte Scholastique, 1706, huile sur toile, 250cm*137cm, Liège, Abbaye de la Paix Notre-Dame
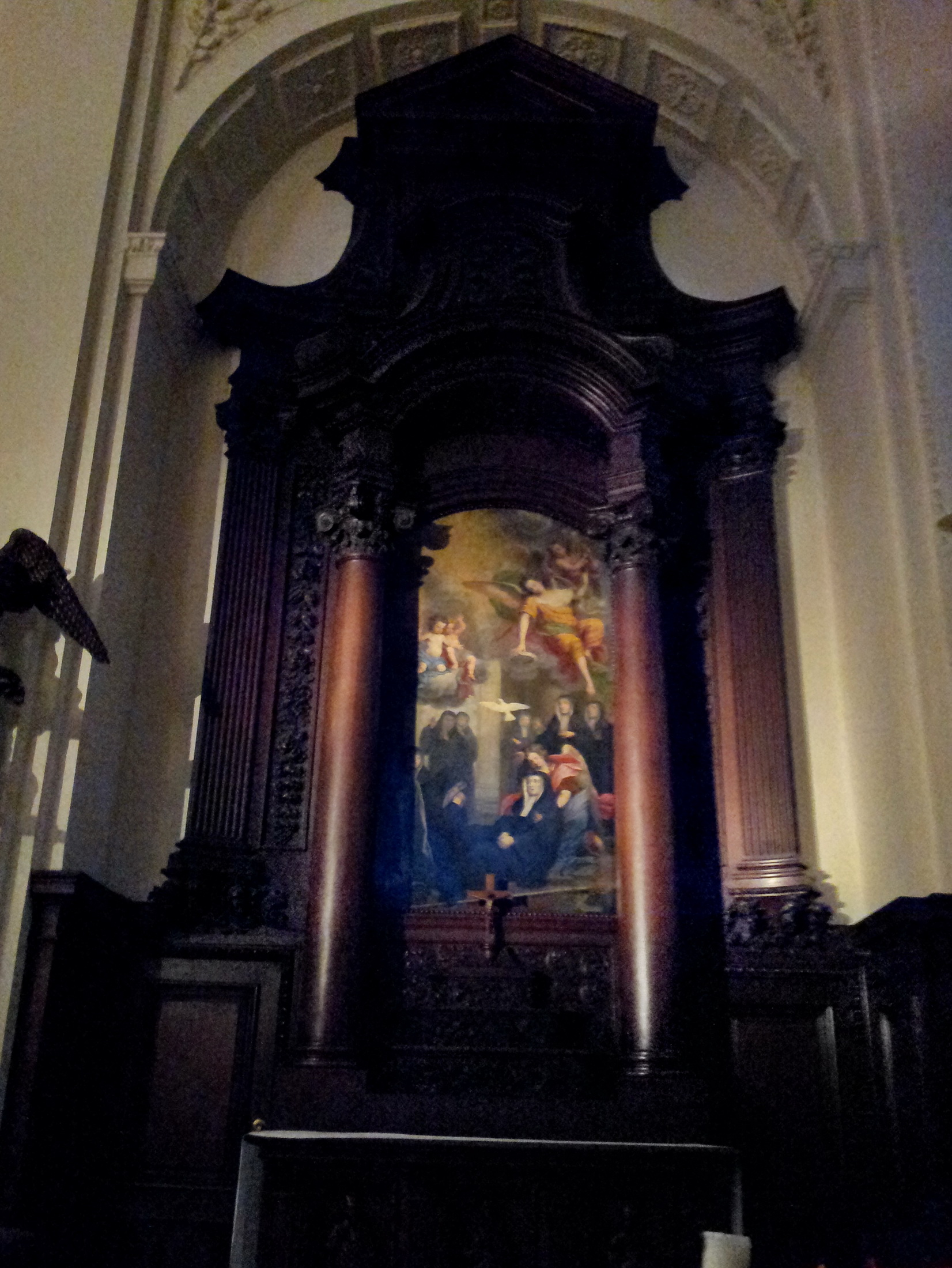
Englebert Fisen, La mort de sainte Scholastique, 1706, huile sur toile, 250cm*137cm, Liège, Abbaye de la Paix Notre-Dame
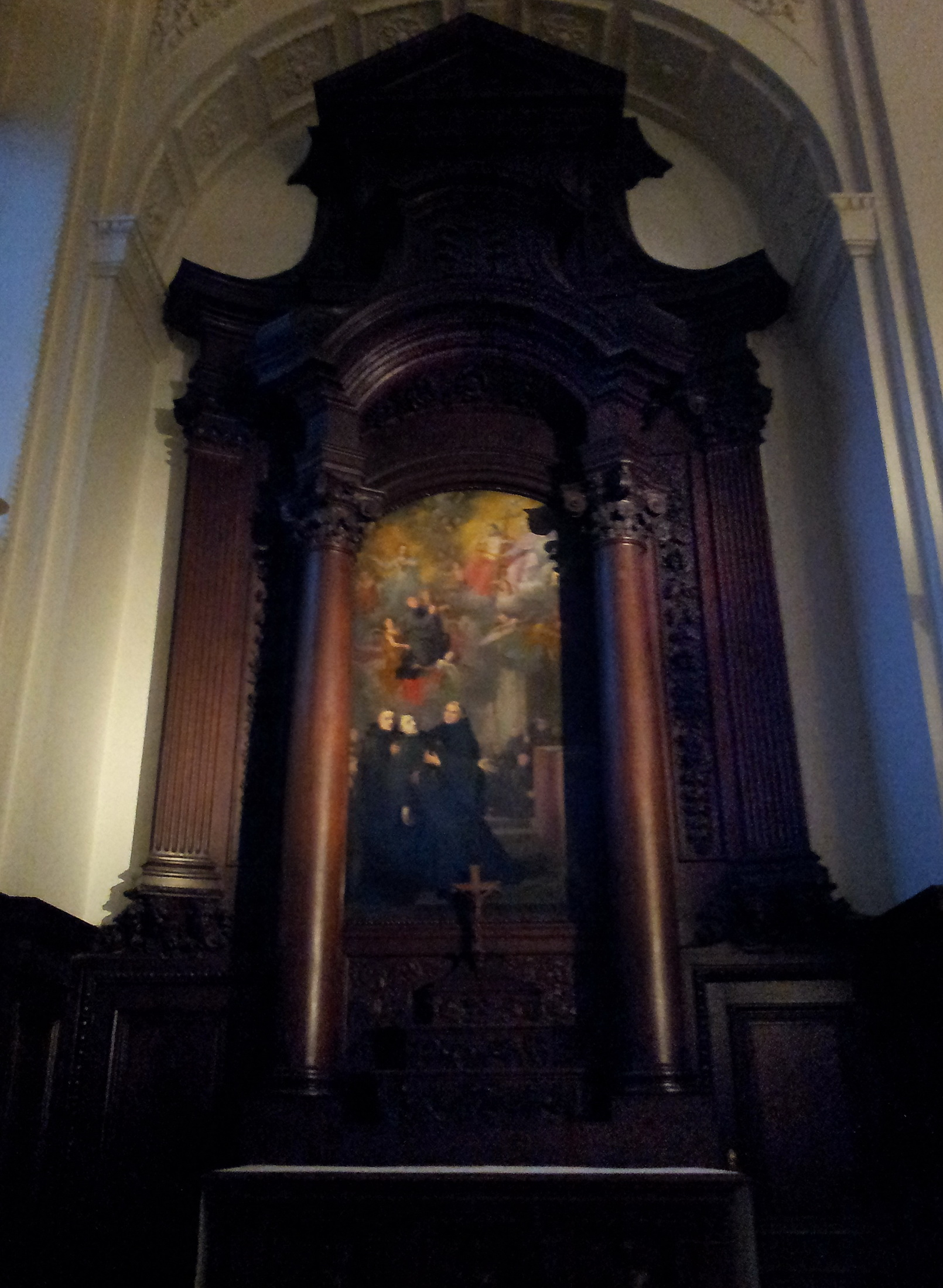
Englebert Fisen, La mort de saint Benoit de Nursie, 1706, huile sur toile, 250cm*137cm, Liège, Abbaye de la Paix Notre-Dame

L'autel en chêne et les statues de sainte Scholastique et saint Benoit ont aussi été réalisé par Arnold du Hontoire. Il n’a pas hésité à reprendre la même iconographie, aux gestes près, du saint Benoit de son rival, Jean Del Cour, réalisé trois ans plus tôt pour collégiale Saint-Jacques-Le-Mineur de Liège. La figure et les drapés sont identiques. Pourtant, Hontoire ne lui donne pas un aspect contemplatif. Le saint est plutôt actif. Il pointe du doigt la foule comme s’il lui parlait. Ce geste donne une dimension plus théâtrale. Il s’éloigne aussi de l’iconographie de Jean Del Cour en rajoutant l’oiseau. Ce dernier est un attribut rare du saint. Il évoque la scène de l’empoisonnement. Un prêtre, jaloux de la popularité du saint, propose à celui-ci un pain empoisonné. Conscient du piège tendu, il jette le pain à un corbeau qui l’emmène loin de lui.
La statue de sainte Scholastique reprend aussi la composition de celle de Jean Del Cour. On retrouve la même façon de tenir la Règle et la crosse abbatiale. La colombe se distingue par son envol plutôt que par sa position assise sur le livre. Nonobstant, le voile de la statue d’Hontoire est semblable à celui porté par les religieuses de la Paix Notre-Dame. Jean Del Cour a réalisé un voile plus léger avec une seule couche de tissu au-dessus de la tête. Le front n’est pas caché par un bandeau et la guimpe ne couvre pas la poitrine. Hontoire s’est véritablement intéressé à l’habit porté par les religieuses et en offre une représentation fidèle.

Cet ensemble accueille, au centre, une Assomption peinte par Godfried Maes. 

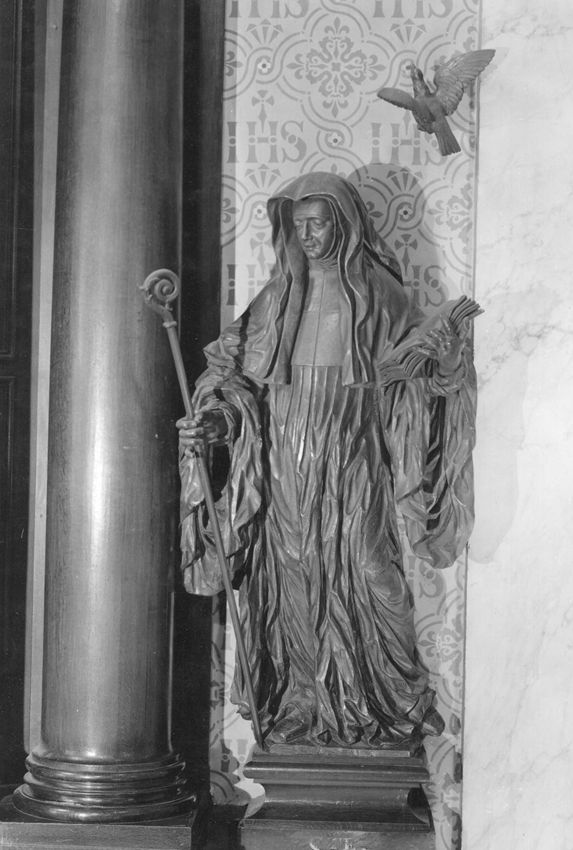
Arnold du Hontoire, sainte Scholastique, c.1690, bois, 190cm*91cm*88cm, Liège, Abbaye de la Paix Notre-Dame
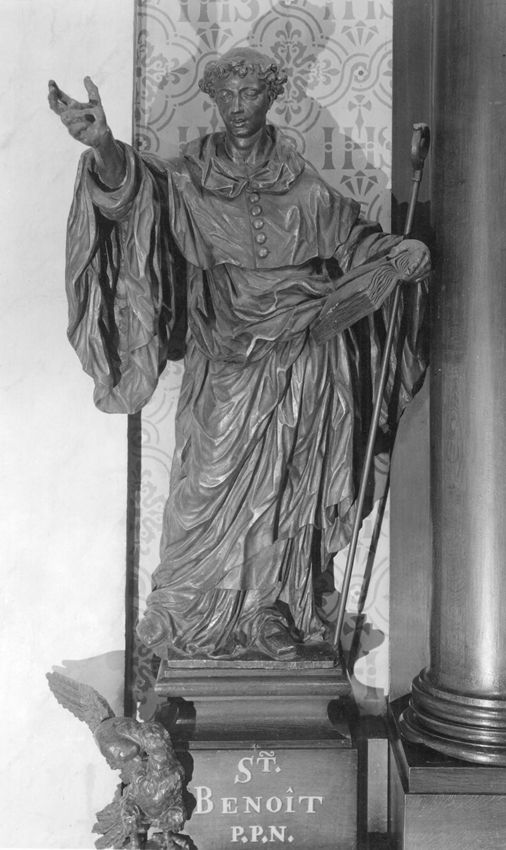
Arnold du Hontoire, saint Benoit de Nursie, c.1690, bois, 188cm*89cm*91cm, Liège, Abbaye de la Paix Notre-Dame
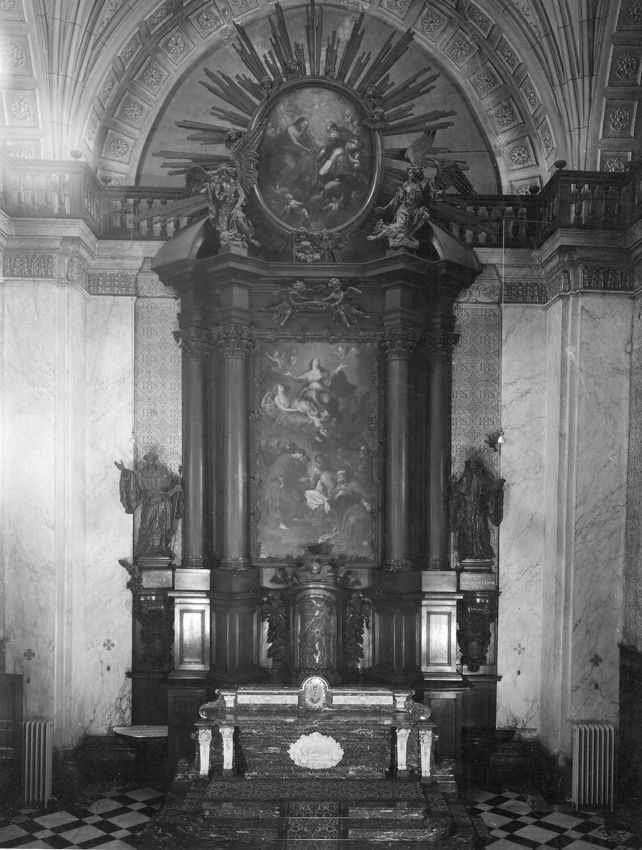
Godefroid de Maes, L’assomption de la Vierge, 1695, huile sur toile, 350cm*190cm, Liège, Abbaye de la Paix Notre-Dame
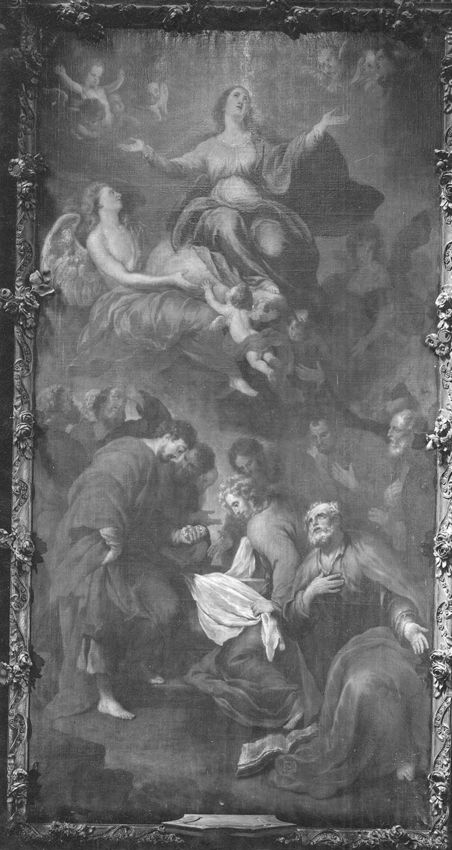
Godefroid de Maes, L’assomption de la Vierge, 1695, huile sur toile, 350cm*190cm, Liège, Abbaye de la Paix Notre-Dame
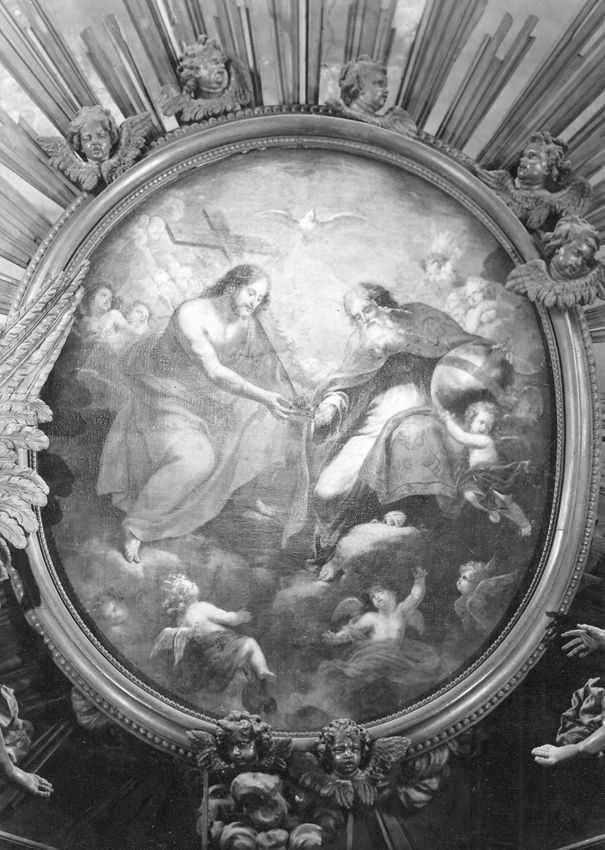
Godefroid de Maes, Le couronnement de la Vierge, 1675, huile sur toile, 234cm*200cm, Liège, Abbaye de la Paix Notre-Dame
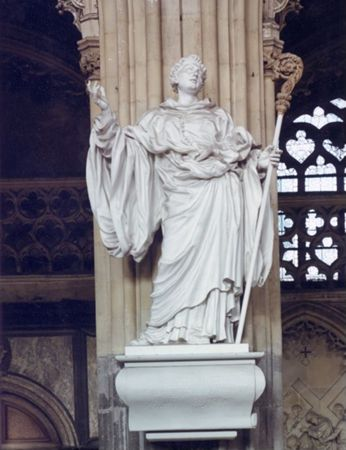
Jean Del Cour, Saint Benoit, 1684-1687, bois de tilleul, 202cm, Liège, église Saint Jacques-Le-Mineur.
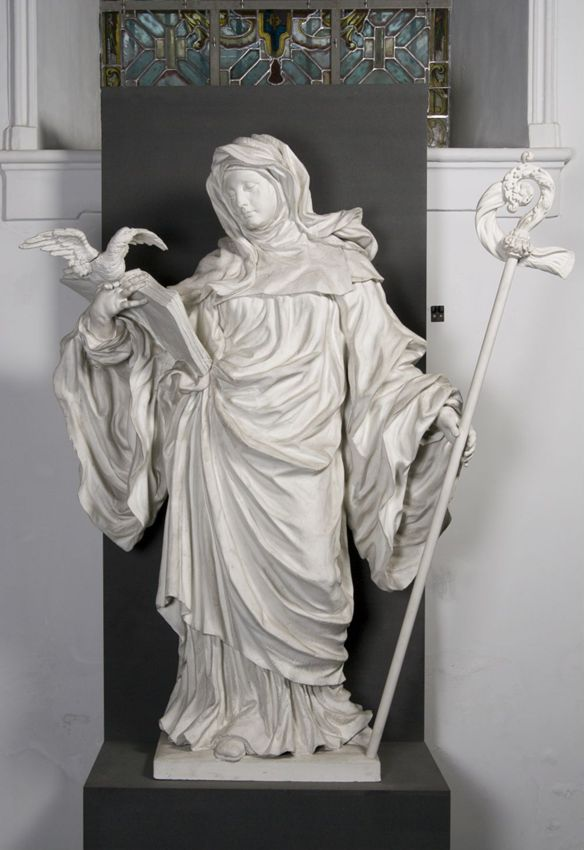
Jean Del Cour, Sainte Scholastique, 1691, bois de tilleul, 207cm, Liège, église Saint Jacques-Le-Mineur.

De plus, deux statues réalisées par Cornelis Van der Veken sont adossés aux piliers de la nef. 

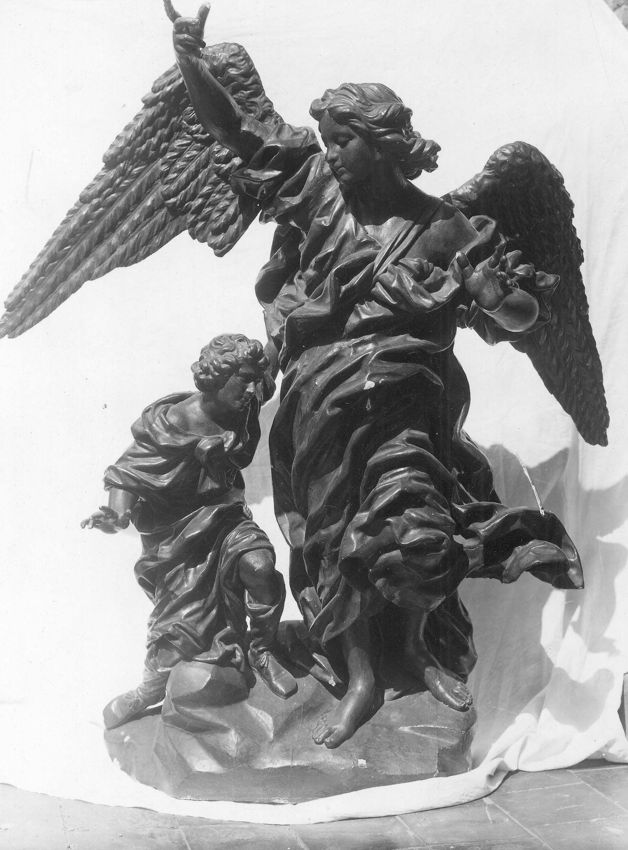
Cornelis Van der Veken, Ange gardien, 1690-1742, bois, 150cm, Liège, Abbaye de la Paix Notre-Dame.
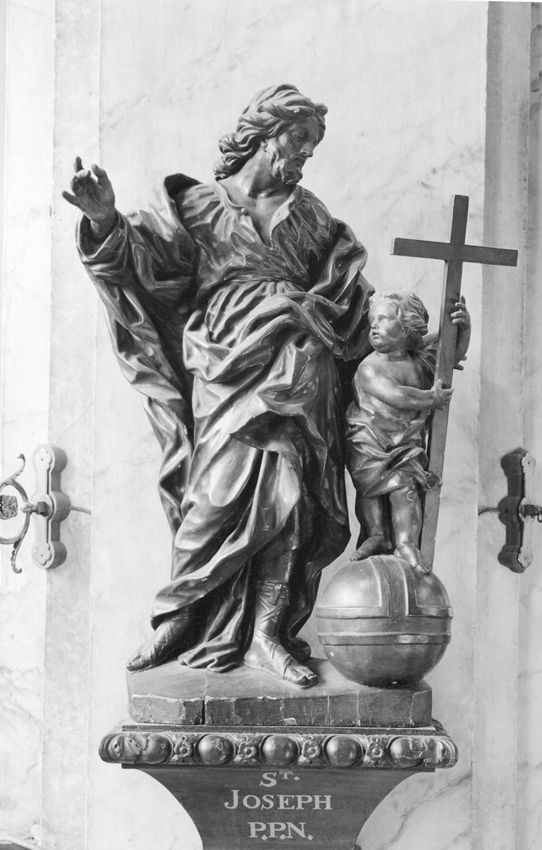
Cornelis Van der Veken, saint Joseph et l'enfant Jésus, 1690-1742, bois, 130cm, Liège, Abbaye de la Paix Notre-Dame

L'orgue réalisé par Jean Baptiste le Picard en 1737 et son buffet sont classés au patrimoine exceptionnel de la Région wallonne depuis 1983. 

### Le chœur des religieuses
Avec la réinstauration de la clôture par le concile, c’est tout un pan de l’architecture religieuse qui se transforme.

Á l’origine, le cloître féminin est un lieu d’apaisement, de prière et de méditation, donc un espace sacré. Cette sacralisation du cloître est soulignée par Sylvie Duval :
« Le monastère apparaît ainsi comme un avant-goût du paradis, où les femmes perdent leur caractère sexué. De fait, si l’image du jardin clos, l’hortus conclusus, a longtemps été utilisée pour évoquer à la fois le paradis et les cloîtres, elle représente aussi le corps de la Vierge, ainsi que le suggère le Cantique des cantiques ».
Moultes exemples illustrent cette comparaison entre paradis et cloître. C’est le cas dans le monastère de la Visitation de Blois. En effet, Laurent Lecomte souligne que sur celui-ci : 
« une inscription encore visible à l'entrée du chœur rappelle cette dimension mystique : « ce lieu est saint et n'est autre que la maison de Dieu et la porte du Ciel » ».
Lorsqu’on parle d’hortus conclusus, c’est-à-dire de jardin clos, on décrit le cloître, mais aussi son aspect divin.

Pour s’approcher du Divin, et spécifiquement du Christ à qui elle est mariée, la religieuse se doit de conserver sa virginité. C’est ce que souligne Fawzia Tazdait : 
« sa profession de virginité implique l’union spirituelle avec le Christ. Saint Augustin rappelle que si les vierges sont exaltées, c’est parce qu’elles sont consacrées à Dieu. ». 
De même, saint Ambroise précise que : « Est vierge celle qui épouse le Christ ».
Cette vertu virginale est souvent associée à une fleur dans bon nombre d’ouvrages. Ainsi, selon Cherrier : « La Virginité eft un tréfor précieux enfermé dans un vailleau fragile, & une fleur de bonne odeur ».

La Vierge est aussi symbolisée par des fleurs diverses et variées. En effet, selon Henryot :
« la Mère de Jésus est logiquement associée à l'image d'une plante somptueuse. Au XII° siècle, le mystique Hugues de Saint-Victor explique qu'elle est une « fleur par sa beauté », une violette « pour son humilité », une rose « par sa charité », un lys « par sa pureté », un cep de vigne « par l'abondance de ses fruits » ».
Cette dimension florale est aussi appuyée par les religieuses elles-mêmes comme en témoigne le poème écrit par Sœur Dame Bathilde La Haÿe : « Vous cherchez un chemin d’épines, Les miens sont de roses et de fleurs ».
Toutes ces métaphores florales s'incarnent dans le chœur des religieuses . La grille est encadrée de rinceaux végétaux ondulants. Dans une esthétique clairement baroque, les courbes et contre courbes de l’ensemble, réalisées par Arnold du Hontoire, donnent du mouvement et attirent le regard. La grille matérialise la clôture de manière douce et symbolique et évoque une sorte de prison vertueuse pour les religieuses.

De même, les stalles sont garnies de symboles floraux. On découvre sur les sièges rabattables des encorbellements garnis de petites fleurs. Chaque stalle est encadrée par deux volutes de rinceaux végétaux et de nombreuses frises florales et des gerbes de fleurs s’échappant de figures de putti s’étalent sur les murs.

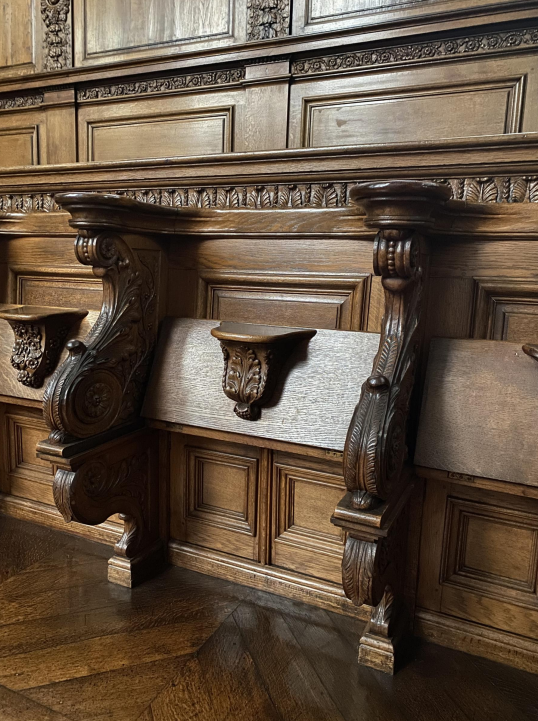
Arnold de Hontoire, Stalles du chœur des religieuses, 1686- 1690, bois, Liège, Eglise de la Paix Notre-Dame.
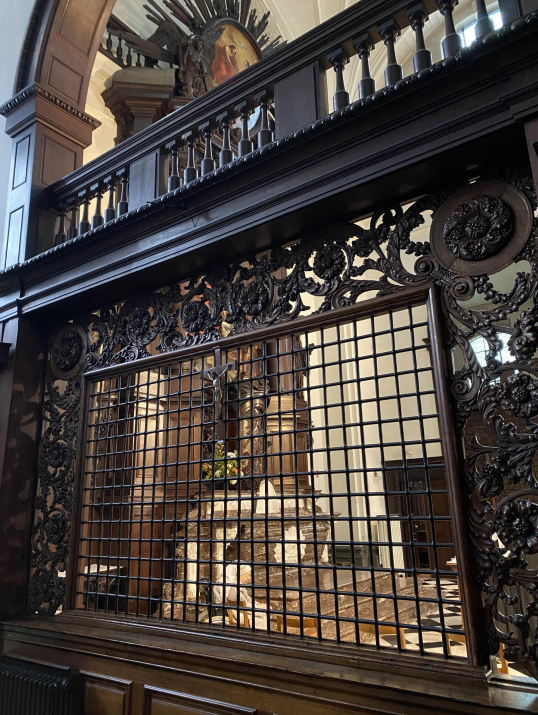
Arnold de Hontoire, Grille du chœur des religieuses de l’abbatiale de la Paix,1686-1690, bois, Liège, Eglise de la Paix Notre-Dame.
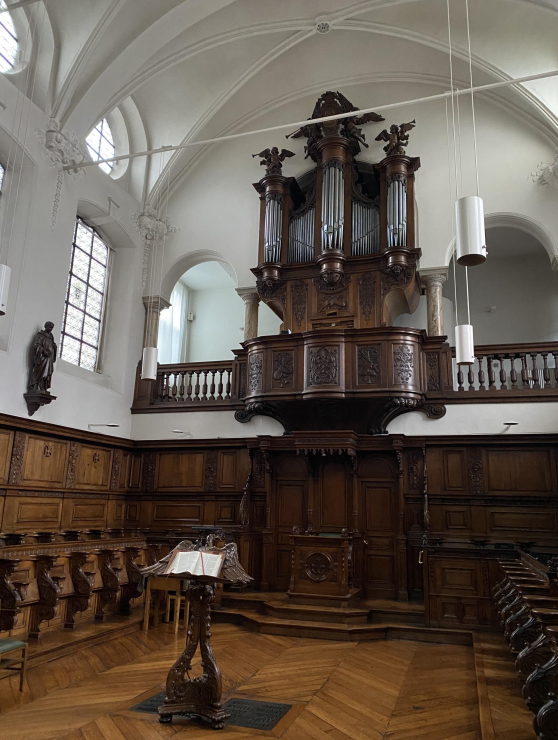
Aldegonde Desmoulin, Chœur des religieuses, 1686-1690, pierre de Creuse, Liège, Eglise de la Paix Notre-Dame

### Réfectoire
Interdit au public, le réfectoire conserve tout les tableaux des abbesses précédentes. 

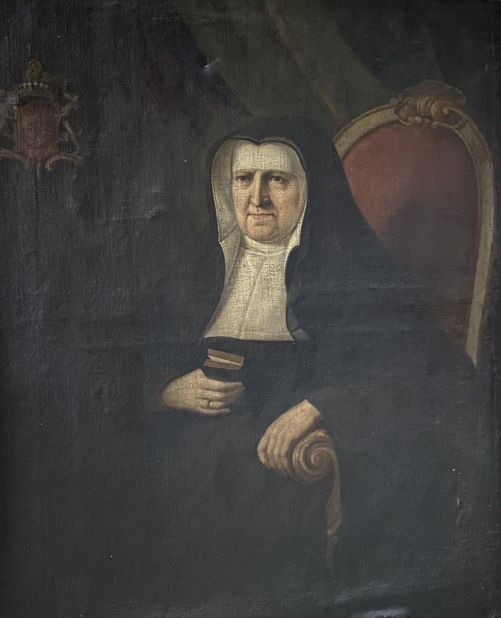
Anonyme, Mère Rosalie de Bastin, 1769-1789, huile sur toile, 70*55cm, Liège, Abbaye de la Paix Notre-Dame
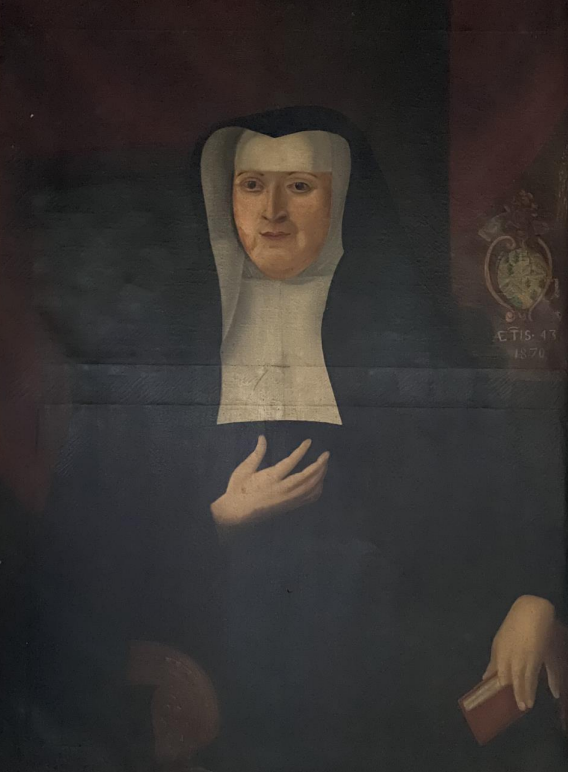
Anonyme, Mère Louise de Thier, 1732-1748, huile sur toile, 60*45cm, Liège, Abbaye de la Paix Notre-Dame
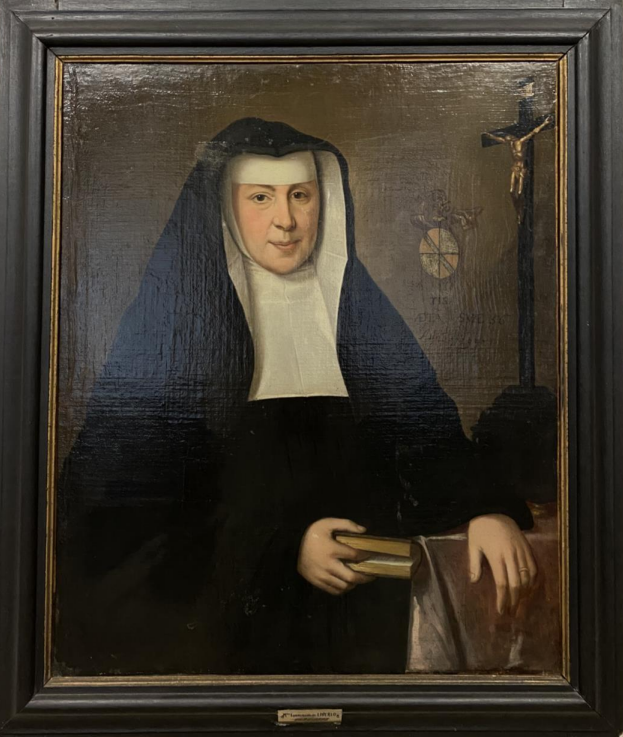
Anonyme, Mère Lambertine de Liverlo, 1693-1713, huile sur toile, 60*48cm, Liège, Abbaye de la Paix Notre-Dame

## Représentation de l'abbaye
Le peintre britannique William Turner, lors d'un séjour dans la ville, a dessiné un croquis de l'abbaye depuis le boulevard d'Avroy.

### Référence internet
1. ↑  (en-GB) Joseph Mallord William Turner, « View at Liège, Looking towards the Dome of St Andrew’s Church », sur www.tate.org.uk, 1824 (consulté le 30 juin 2020).